# 職業病
職業病（しょくぎょうびょう、occupational disease）とは、職業上の特定の業務に起因する危険因子（光線や化学物質の曝露や放射線や騒音による負荷の繰り返しなど）によって生じる疾病の総称。転じて、特定の役務を行なう人に降りかかる災難を指す場合もあるほか、特定の職業に就く人に顕著に見られる問題のある傾向も、この言葉で形容する場合がある。

## 概要
職業病は「職業性疾病」と呼ばれることもある。しかし、医学用語では一時的な曝露や負荷で直ちに健康障害が生じるものを「災害性疾病」、少量の曝露や負荷を繰り返し受けた後に健康障害が現れてくるものを「職業病」とし、災害性疾病と職業病をあわせて「職業性疾病」という。なお、日本の労働基準法では労働災害として災害補償の対象となるものを「業務上疾病」と表現している。
また、世界保健機関（WHO）では1976年の第29回総会で作業関連疾患（work related disease）の概念が提唱され、「疾患の発症、増悪に関与する数多くの要因の1つとして、作業（作業態様、作業環境、作業条件など）に関連した要因が考えられる疾患の総称である」と定義されている。この作業関連疾患（work related disease）には「職業病」と「その他の作業関連疾患」を含むが、単に「作業関連疾患」という場合は後者のみをいう。
職業病など職業性疾病は、臨床病理データ、職歴（既往歴）、職務の分析、職業上の危害の評価、暴露検証から、特定の職業の業務と疾病の間に因果関係があり、その業務に従事するすべての者に発症する可能性がある疾病をいう。
職業病は労働者の人命あるいは健康に影響を及ぼすほか、労働者とその家族の貧窮化、生産性と労働能力の低下、保健医療費の増大などにも影響がある。

## 歴史

### 前近代
最も古くからある職業病としてじん肺が知られており、紀元前400年頃にはヒポクラテスが鉱夫に呼吸困難が生じることを報告している（ただし、当時は病態の理解が進んでいなかったことから現代では鉱毒の記載とみられている）。
世界最古の職業病予防に関する文書は、1524年にドイツの医師エレンボーグが、銀、水銀、鉛から出る有害蒸気とその防ぎ方を書いたパンフレットとされている。
1637年には明の宋應星が『天工開物』で砒素中毒や酸素欠乏症について記している。
日本では752年に東大寺盧舎那仏像に鍍金（めっき）を施す作業で水銀中毒が発生したとされている。江戸時代には鉱山労働者の塵肺が「よろけ」や「煙毒」として知られていた。

### 産業革命後
産業革命直後の職業病は野放し状態でイギリスの労働者の平均寿命は16歳だった。1802年にはイギリスで世界初の労働者保護法「徒弟の健康と風紀に関する法律」が制定され、1869年にはドイツでも営業法が制定された。これらは労働衛生行政の初期のものであるが、労働力を確保するという国の政策に基づく側面が強かった。
1950年の国際労働機関ILOと世界保健機関WHOの第1回合同保健専門委員会で4つの労働衛生の目的が掲げられた。さらに1995年に合同保健専門委員会は3つの目標を追加した。

## 作業環境と作業条件
職業病など職業性疾病の要因は作業環境によるものと作業条件によるものに大別される。

### 作業環境
作業環境による要因には物理的因子と化学的因子がある。
- 物理的要因
  - 物理的要因には有害光線、電離放射線、異常気圧、異常温度、騒音などがあり、高気圧障害、職業性難聴、振動障害などの疾病を引き起こす[1]。
  - 電離放射線の影響
    - 放射線の研究では、キュリー夫妻（ピエール・キュリーとマリ・キュリー）がラジウムやポロニウムといった危険な放射性物質の検出を行なう過程でかなりの長期に亘って放射線を浴び続け体を蝕まれたことが知られている。娘のイレーヌ・ジョリオ＝キュリーなどの原子物理学者の中にも放射性物質を取り扱ったために同様に命を落とした者が出ている。
    - ウラン産出国の採掘現場では労働者の理解不足から、イエローケーキを何の放射線防護も施さずに取り扱い被曝するケースも見られる。

  - 異常気圧の影響 - 潜水作業など高圧下作業では呼吸器等への障害や麻痺など[1]。低気圧下での作業では高山病や航空機減圧症など[1]。
- 化学的要因
  - 化学的要因によるものにはじん肺、有毒ガス障害、有機溶剤中毒、重金属中毒などの疾病がある[1]。

### 作業条件
作業条件による疾病には、頸肩腕症候群や職業性腰痛などがある。
頸肩腕症候群は手話通訳者に起こりやすい職業病として知られている。
スポーツ選手は競技で酷使する箇所が故障しやすい（スポーツ障害）。肘部に生じる疼痛性運動障害はテニス選手に多いことから「テニス肘」、慢性外傷性脳症はボクサーに多いことから「パンチドランカー」と呼ばれている。
囲碁や将棋のプロ棋士は対局で長時間の正座を長年続けているため、膝や腰の痛みが職業病となっている。

## 作業関連疾患
広義の作業関連疾患にはストレス関連疾患（うつ病、神経症、職場不適応症、胃潰瘍、過敏性大腸など）や突然死（過労死を含む）などの疾病がある。作業関連疾患は生活習慣病や精神障害など対象が広範囲にわたっており、個人の感受性や生活習慣、作業関連因子が複雑に絡み合っているとされる。そのため作業（作業態様、作業環境、作業条件など）に関連した要因があっても、病院では一般疾病（私病）として取り扱われている場合もあり、作業関連疾患としての分析が労働衛生上の課題となっている。

## 派生的な意味における職業病
特定の業種・業界において常識とされているもので、世間一般から見れば非常識だったり、不可思議に映ることがらを、派生的な意味合いで「職業病」と表現する事がある。